# Castello Lambertini
Das Castello Lambertini ist eine mittelalterliche Niederungsburg in Poggio Renatico in der italienischen Region Emilia-Romagna. Die Familie Guastavillani ließ sie als Verteidigungsanlage erbauen und im 15. Jahrhundert ging sie in den Besitz der Familie Lambertini über. Im Laufe der Jahre wurde das alte Gebäude mehrfach umgebaut und neu verkleidet: 1475 unter Egano Lambertini und vor allem im Jahre 1600, als die Burg in einen Adelspalast umgestaltet wurde und somit den Charakter einer militärischen Festung verlor. Ein weiterer wichtiger Umbau fand 1660 statt, als die Burg zeitweise Wohnstatt der Königin Christina von Schweden wurde.
Ursprünglich bestand die Burg aus zahlreichen Gebäuden. Spuren dieser Anordnung ersieht man aus Zeichnungen, die ein anonymer Autor 1578 angefertigt hat. Im Laufe der Jahre wurden sie in einem einzigen Gebäude zusammengefasst.
1822 ging die Burg nach dem Aussterben des männlichen Zweiges der Dynastie Lambertini in den Besitz der Gemeinde „Poggio et Uniti“ über und 1887, nach weiteren, teilweisen Umbauten, wurde sie unter Leitung des Bauingenieurs Ruggero Carini einer grundlegenden Restaurierung unterzogen. Er legte sich auf einen neuen Baustil fest und baute das Castello Lambertini in einen neugotischen Burgpalast um, wobei er nur vage Hinweise auf das Aussehen des Gebäudes im Mittelalter und in der Renaissance hinterließ.
Die Burg war Sitz der Gemeinde Poggio Renatico und anderer Dienstleister, z. B. der öffentlichen Bibliothek und der Ambulanz, bis zum Erdbeben in Norditalien 2012, das den imposanten Uhrenturm zerstörte und das gesamte Gebäude beschädigte.
Im Sommer 2020 begannen die Wiederaufbauarbeiten an der Burg, die auch den Wiederaufbau des eingestürzten Uhrturms in Cortenstahl vorsehen. Bei den Arbeiten wurden bislang nicht bekannte Fresken entdeckt, die ebenfalls restauriert werden sollen, so dass die ursprünglich veranschlagte Kosten für den Wiederaufbau von 6,4 Millionen Euro wohl nicht ausreichen werden. Die Arbeiten sollen voraussichtlich 2023 beendet sein.

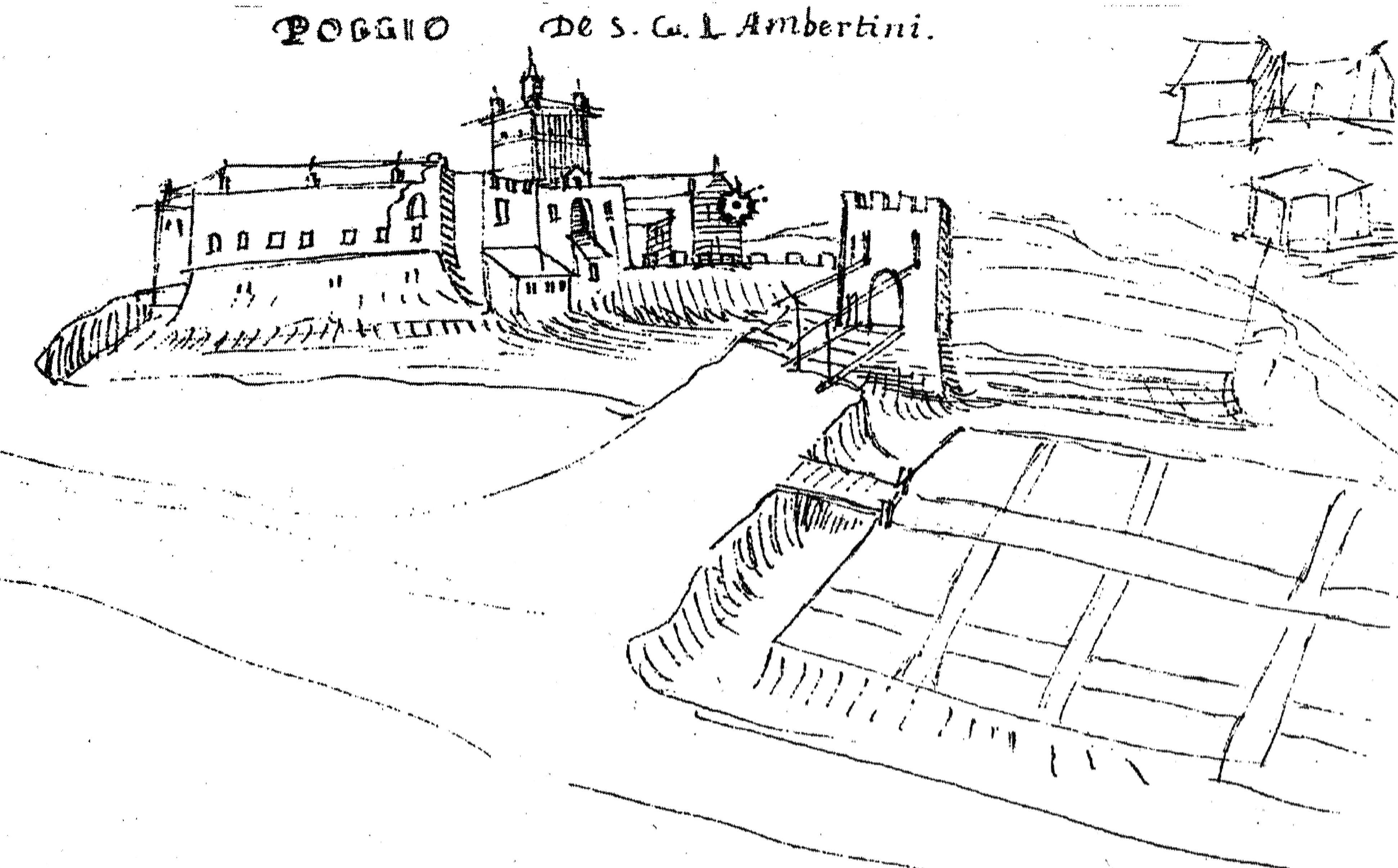
Die Burg im 16. Jahrhundert nach einer Zeichnung von 1578
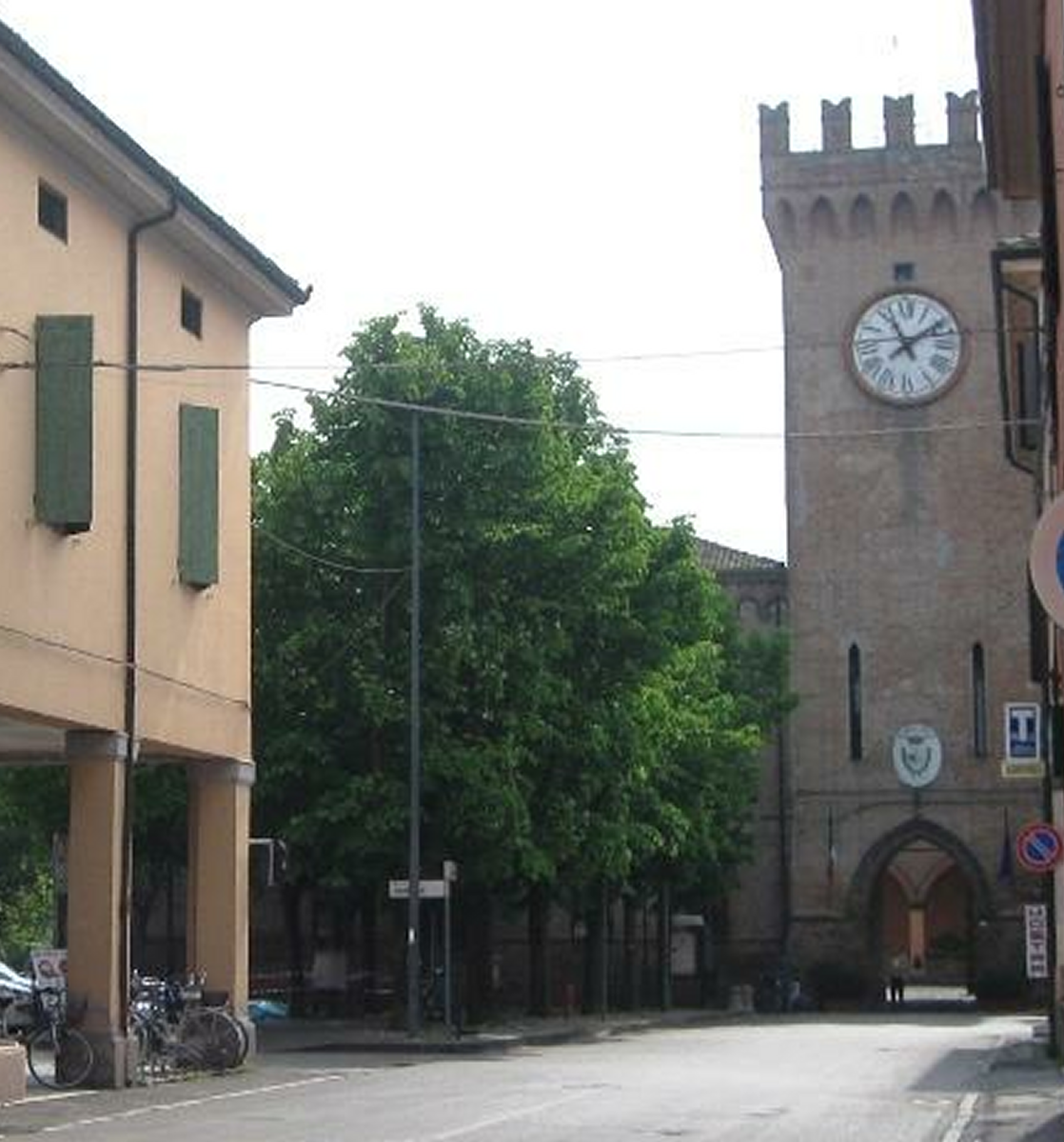
Vor dem Erdbeben von 2012
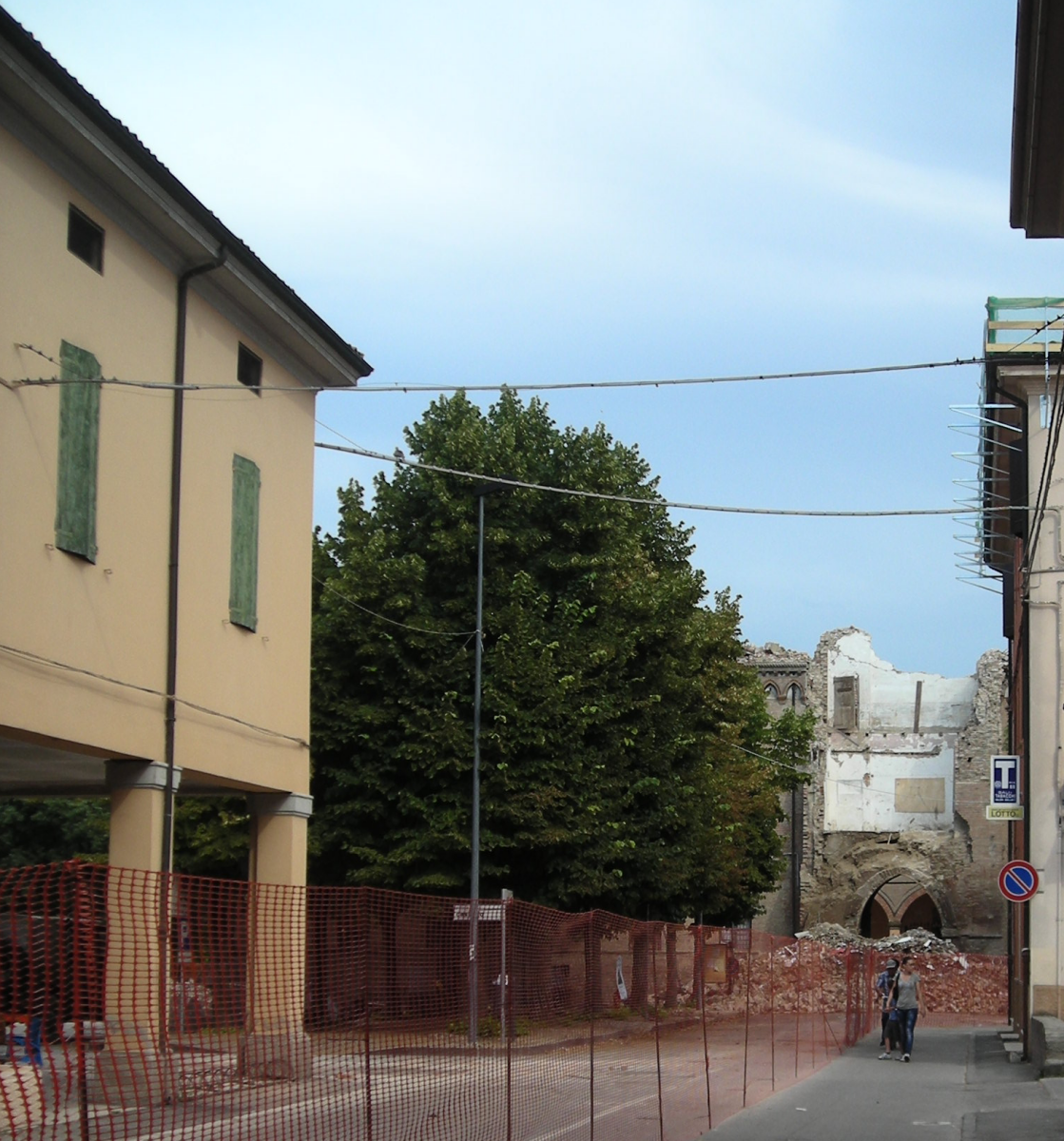
Nach dem Erdbeben von 2012
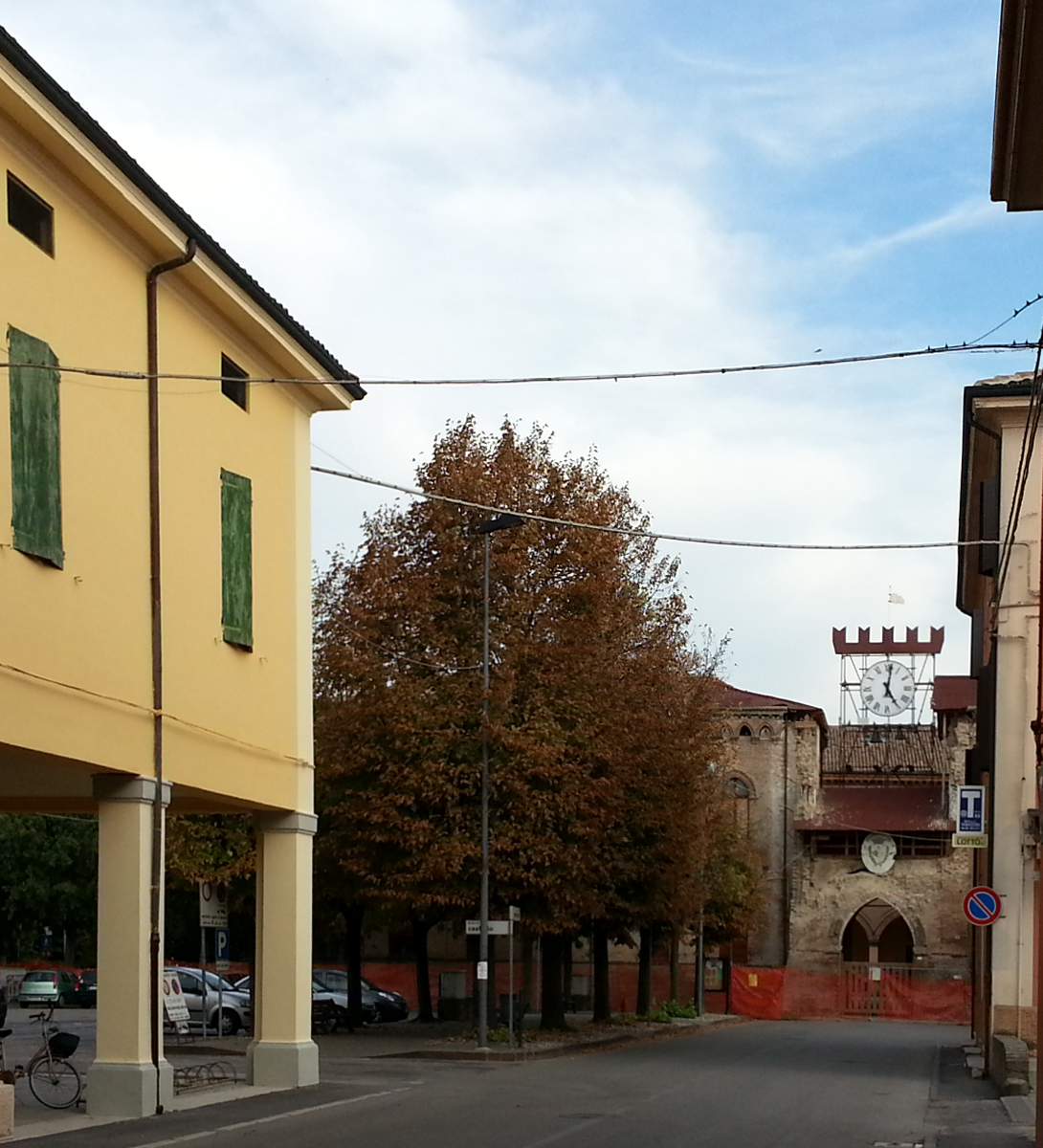
Provisorischer Aufbau der Uhr von 2013